# بلفورد روكسو
بلفورد روكسو هي بلدية في البرازيل، تتبع ريو دي جانيرو، بلغ عدد سكانها 469٬332  نسمة، في 2010، تبلغ مساحتها 79 كيلومتر مربع، رمزها البريدي هو 26110-000 até 26110-425.

## الموقع
تشترك في الحدود مع:
- ميسكيتا.

## أعلام
- مارلون دا سيلفا
- ماركوس فينيسيوس
- جيرسون أسيفيدو
- سيو جوهجي